# Josef Ježek, elektrotechnický závod v Hradci Králové
Josef Ježek, elektrotechnický závod v Hradci Králové byla královéhradecká firma, která se od roku 1905 věnovala výrobě a instalacím elektrotechnických zařízení a zanikla díky komunistickému převratu v roce 1948.

## Historie
5. února 1904 složil Josef Ježek zkoušky na elektro-strojního inženýra na Technikum Mittweida v Sasku. Následujícího roku založil elektrotechnický závod včetně obchodu s elektrotechnickým zbožím. Dalším programem bylo provádění elektroinstalací (elektrické světlo, telefony, zvonky, hromosvody). 7. září 1909 se v jeho skladišti vzňala gasolinová lampa, kterou vyhodil oknem do zahrady Adalbertina a tím zabránil většímu požáru. Utrpěl popáleniny na rukou a škodu kolem 900 K, jež byla kryta pojistkou. Počátkem roku 1910 J. Ježek zakoupil dům čp. 76 na Svatojánském náměstí za 54 000 K a 5. července téhož roku se městská rada usnesla na tom, že mu udělí povolení ke zřízení elektrotechnické dílny a dřevníku v čp. 76.
V letech 1911–1912 byla postavena nová budova Záložního úvěrního ústavu v Hradci Králové a firma měla to štěstí, že do ní mohla zavést elektřinu, a to včetně montáže lustrů. První bodová svářečka byla vyrobena v roce 1925. Nesla zn. BOSVA. Po bodovkách následovaly obloukové svářečky JESVA, stykové svářečky, švovky, klešťové svářečky a dentální svářečky pro zubní techniky DESVA. Tyto výrobky byly nesporně velmi kvalitní, ale jejich odbyt musel být podpořen různými reklamními kampaněmi včetně účasti na různých prezentacích a výstavách. Z nich jmenujme II. Orientační trh obchodu, živností a průmyslu v Hradci Králové pod protektorátem městské rady královéhradecké 3.-17. června 1934. V témže roce vystavoval také v pražském Veletržním paláci, kde propagoval zejm. své nově zdokonalené elektrické bodové svářecí stroje BOSVA.
Závodu se však nevyhýbaly různé problémy. Roku 1928 se objevila firma v tisku v souvislosti s tím, že si od ní půjčil automobil i se šoférem známý podvodník Alois Prchlík. 9. května 1932 zase spáchal sebevraždu 18letý učeň Oldřich Kolář, zaměstnaný právě v tomto závodě.
Roku 1930 firma oslavila 25 let trvání, přičemž v té době měla 90 odborných sil, 12 úředníků, 2 filiálky, vlastní výrobu elektrotechnického zboží a rádiových součástí. V letech 1935–1939 probíhal export vyráběných strojů do Jugoslávie, Rakouska, Holandska, Francie. Ve 30. letech 20. století se firma také účastnila instalace elektrických zařízení v nově dokončovaných opevněních v našem pohraničí.
V roce 1941 do firmy vstoupil syn zakladatele, název firmy se změnil na J. Ježek & syn, elektrotechnické závody v Hradci Králové, továrna na elektrické svářecí stroje. Téhož roku proběhl nákup bývalé textilní továrny v Hořicích v Podkrkonoší, která za okupace sloužila jako sklad. V letech 1945–1946 byl zrekonstruován závod v Hořicích v Podkrkonoší pro účely výroby svařovacích strojů. Poté se vlastní výroba svařovacích strojů přemístila z Hradce Králové do zrekonstruovaného závodu v Hořicích bez přerušení výroby, pokračovala výroba svařovacích strojů pod názvy JESVA, BOSVA, DESVA. Po únoru 1948 došlo k znárodnění firmy a začlenění závodů v Hradci Králové do VČE a v Hořicích do ČKD Praha.